# Marvin Plattenhardt
Marvin Plattenhardt (ur. 26 stycznia 1992 w Filderstadt) – niemiecki piłkarz występujący na pozycji pomocnika. Od 2014 jest zawodnikiem Herthy BSC.

## Kariera
Jest wychowankiem SSV Reutlingen. W 2008 roku trafił do 1. FC Nürnberg. Do kadry pierwszego zespołu dołączył pod koniec 2010 roku. W rozgrywkach Bundesligi zadebiutował 5 grudnia 2010 w meczu przeciwko Borussii Dortmund (0:2).

## Sukcesy

### Niemcy
- Puchar Konfederacji: 2017